# Кори Фелдман
Кори Скот Фелдман (енгл. Corey Scott Feldman; рођен 16. јула 1971. у Лос Анђелесу, Калифорнија), амерички је филмски и ТВ глумац.
Фелдман је почео каријеру као дете глумац још раних осамдесетих са насловима попут Лисица и пас (1981) и Гремлини (1984), а прославио се крајем те деценије филмом Изгубљени дечаци (1987). Једни од најпознатијих филмова поред овог су Остани уз мене (1986), филм по роману Стивена Кинга Тело, онда Петак тринаести 4: Последње поглавље (1984), те Гуниси (1985) и Возачка дозвола (1988).
Током каријере најчешће је сарађивао са Коријем Хејмом. Њих двојица били су познати под надимком 2 Корија и заједно су се појавили у 12 филмова, као и у ТВ шоу програму о њиховим животима.